# Kursk (film)
 For alternative betydninger, se Kursk (flertydig). (Se også artikler, som begynder med Kursk)
Kursk er en dramafilm, instrueret af Thomas Vinterberg, baseret på Robert Moores bog A Time to Die, om den sande historie om Kursk-ubåds-katastrofen i 2000.

## Medvirkende
- Matthias Schoenaerts som Mikhail Averin
- Léa Seydoux som Tanya Averin
- Artemiy Spiridonov som Misha Averin
- Colin Firth som David Russell
- Peter Simonischek som Admiral Vjatjeslav Grudzinski
- August Diehl som Anton Markov
- Max von Sydow som Vladimir Petrenko
- Matthias Schweighöfer som Pavel Sonin
- Magnus Millang som Oleg Lebedev
- Steven Waddington som Graham Mann
- Katrine Greis-Rosenthal som Daria Sonin
- Lars Brygmann som Kasjenenko
- Pernilla August
- Helene Reingaard Neumann
- Martin Greis
- Bjarne Henriksen
- Peter Plaugborg
- Zlatko Buric